# سالفورد، منچستر بزرگ
سالفورد (به انگلیسی: Salford) یک شهر در بریتانیا است که در منچستر بزرگ واقع شده‌است. سالفورد ۷۲٬۷۵۰ نفر جمعیت دارد.

## خواهرخوانده
شهرهای لونن، ناربون و سینت کوین، سن-سن-دنی خواهرخوانده‌های سالفورد، گرتر منچستر هستند.